# Langustowate
Langustowate (Palinuridae) – rodzina dziesięcionogów obejmująca ok. 60 gatunków.

## Zasięg występowania
Langustowate  można spotkać w prawie wszystkich ciepłych morzach, w tym na Karaibach i w Morzu Śródziemnym, ale są szczególnie powszechne w Australazji oraz w Afryce Południowej.

## Morfologia
Ciało langustowatych pokryte jest twardym, zwapniałym karapaksem z kolcami. Mają pięć par odnóży, odwłok złożony z ruchomych segmentów zakończonych ogonem w kształcie wachlarza oraz długie, grube czułki. Nie mają szczypiec ani rostrum.

## Klasyfikacja
Rodzaje zaliczane do tej rodziny:
- Jasus Parker, 1883
- Justitia Holthuis, 1946
- Linuparus White, 1847
- Nupalirus Kubo, 1955
- Palibythus Davie, 1990
- Palinurellus De Man, 1881
- Palinurus Weber, 1795
- Palinustus A. Milne-Edwards, 1880
- Panulirus White, 1847
- Projasus George and Grindley, 1964
- Puerulus Ortmann, 1897
- Sagmariasus Holthuis, 1991

## Znaczenie gospodarcze

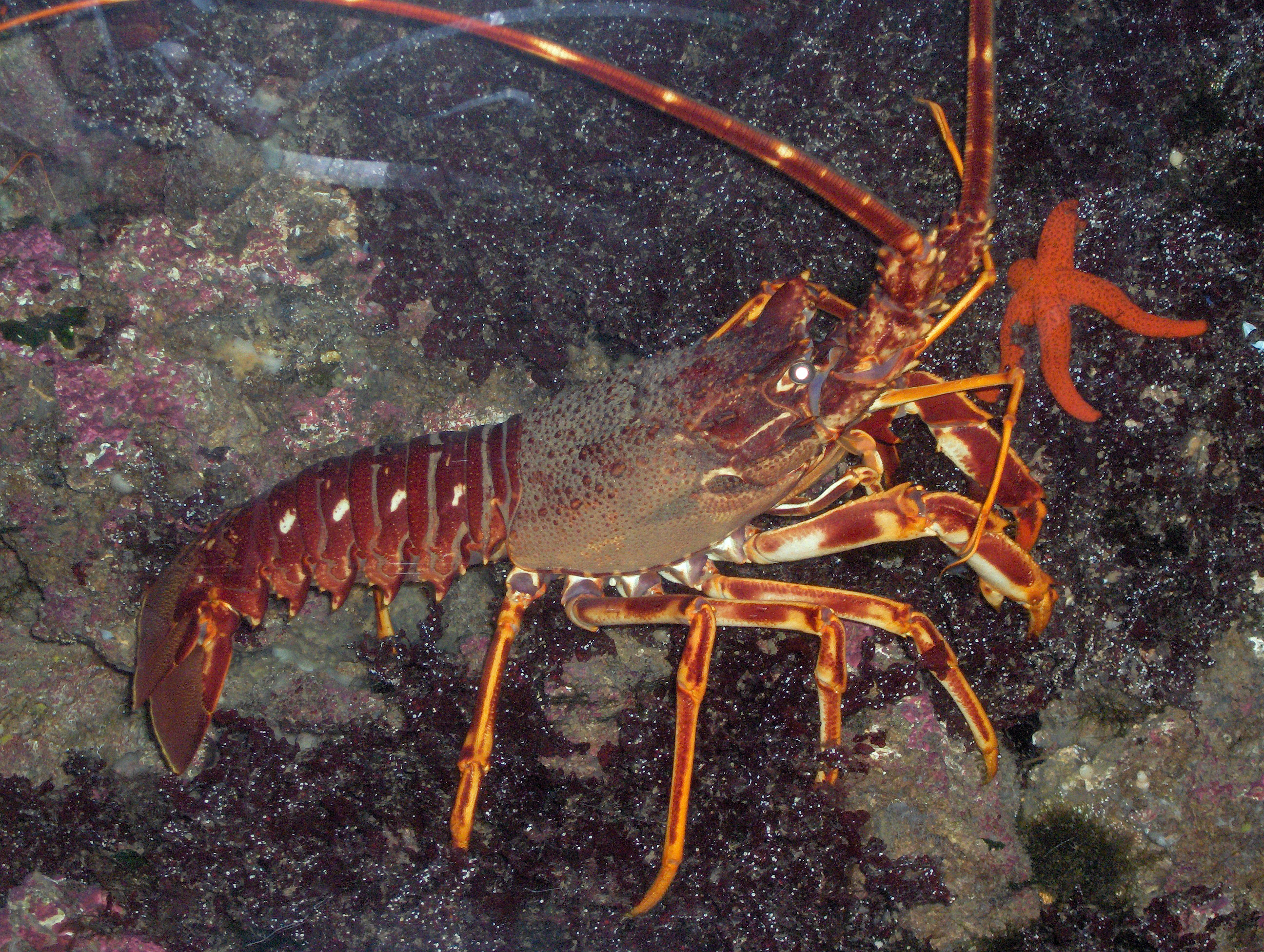
Langusta zwyczajna

Poławiane w celach konsumpcyjnych.